# Nikša Kaleb
Nikša Kaleb (født 9. marts 1973 i Metković, Jugoslavien) er en tidligere kroatisk håndboldspiller, der blandt andet spillede for den kroatiske ligaklub RK Zagreb. 

## Landshold
Kaleb var en del af det kroatiske landshold, der blev verdensmestre i 2003 og olympiske mestre i 2004.  